# Флейшер, Генрих Леберехт
Генрих Леберехт Флейшер (нем. Heinrich Leberecht Fleischer; 21 февраля 1801, Шандау — 10 февраля 1888, Лейпциг) — немецкий востоковед.

## Биография

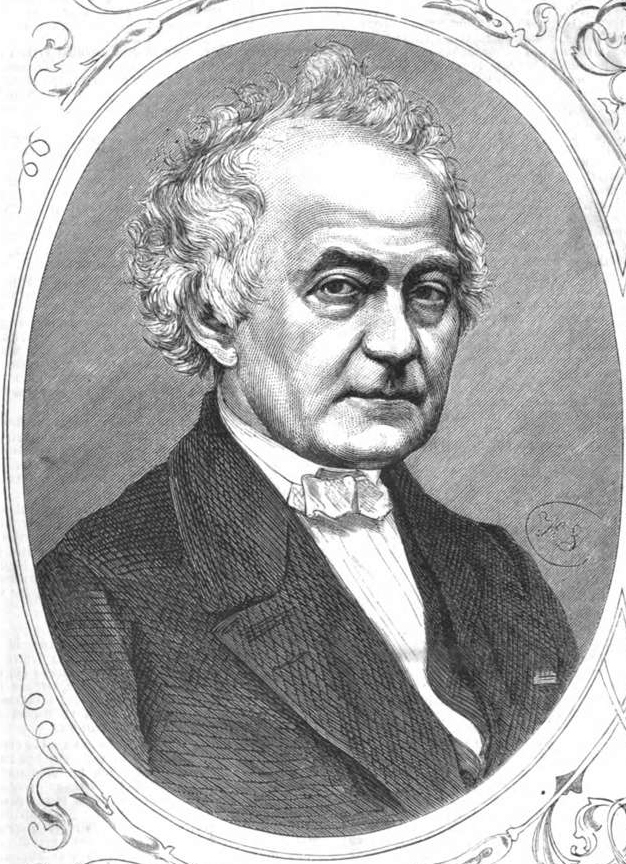
Г. Л. Флейшер

Генрих Леберехт Флейшер родился 21 февраля 1801 года в Шандау. Изучал арабский, персидский и турецкий языки в Лейпциге и Париже (здесь под руководством Сильвестра де Саси), продолжил своё образование в Дрездене.
С 1836 года — профессор восточных языков Лейпцигского университета (после его смерти кафедру возглавил его бывший ученик Альберт Социн).
С 1849 года — член-корреспондент Петербургской АН.
В 1868 году награждён гражданской разновидностью прусского ордена «Pour le Mérite».
Генрих Леберехт Флейшер умер 10 февраля 1888 года в городе Лейпциге.
Был одним из восьми иностранных членов французской Академии надписей и изящной словесности.

## Труды
- Abulfedae historia anteislamica. Leipzig, 1831 (перевод арабского текста на латинский язык).
- Goldene Halsbänder. Leipzig, 1835.
- Alis hundert Sprüche. Leipzig, 1837 (арабский и персидский тексты, перевод и примечания).
- Hermes Trismegistus an die menschliche Seele. Leipzig, 1870 (на арабском и немецком языках).